# Altisländischer Kalender
Der alte isländische Kalender (isl. misseristal – „Halbjahreszählung“) geht auf die Zeit der Wikinger  zurück. Er war einer von mehreren in Nordeuropa gebräuchlichen Kalendersystemen.

## Zeitrechnung
Die Wikinger verwendeten kein absolutes Jahreszahlensystem (absolute Chronologie), sondern man bezog sich auf wichtige bzw. allgemein bekannte Ereignisse und rechnete in „Jahren (bzw. Wintern) nach ...“, beispielsweise „vier Winter nach der Schlacht bei Hafrsfjord“ (relative Chronologie).
Man nimmt an, dass erstmals der Isländer Ari Þorgilsson im 12. Jahrhundert versuchte, die nordischen Zeitangaben nach der Methode des angelsächsischen Historikers Beda Venerabilis in dessen Zeitrechnungssystem umzurechnen.
Das Alter eines Menschen wurde nach der Anzahl der Winter, die er lebte, angegeben.

## Jahreszeiten und Monate
Der isländische Kalender unterschied zwei Jahreszeiten, Sommer und Winter, und teilte die zwölf Monate dementsprechend in Wintermonate und Sommermonate ein. Jeder Monat hat 30 Tage. Um die Unterschiede auszugleichen, wurden jedes Jahr nach dem 'Sonnenmonat' (s. u.) vier 'Zusatznächte' (Aukanætur) eingeschaltet. Ein Jahr umfasste also insgesamt 364 Tage. Es verblieb jedoch eine Diskrepanz zum Sonnenjahr, die jeweils immer zu einer ganzen Woche angesammelt und dementsprechend alle 5–7 Jahre als 'Sommerzusatz' (Sumarauki) nach den Zusatznächten eingeschoben wurde.
Die alten Monatsbezeichnungen finden manchmal auch heute noch neben den Monatsnamen
des gregorianischen Kalenders (Janúar, Febrúar, Mars, Apríl, Maí, Júní, Júlí, Ágúst, September, Október, Nóvember und Desember) in Island Verwendung.

### Wintermonate
| Monatsname                     | Übersetzung | Zeitraum / Sonstiges                                                |
| ------------------------------ | --- | ------------------------------------------------------------------- |
| górmánaðr                      | Schlachtmonat | Winteranfang; beginnt am Sonnabend zwischen dem 21. und 27. Oktober |
| frermánaðr, Ýlir               | Frostmonat | Beginnt am Montag zwischen dem 20. und 26. November                 |
| jólmánaðr, mörsugr, hrútmánaðr | Julmond, Weihnachtsmonat, wörtlich Talgsauger, Widdermonat                                                                                    | beginnt am Mittwoch zwischen dem 20. und 26. Dezember               |
| þorri                          | þorri ist der Name eines Reifriesen, wörtlich wahrscheinlich Dürremonat (im Altnordischen wurde der Winter oft als Dürre umschrieben)         | beginnt am Freitag zwischen dem 19. und 26. Januar                  |
| gói oder góa                   | Gói ist der Name einer Reifriesin, (Góa deutet wohl auf eine Winterblume, das Wort selbst ist wahrscheinlich von der Herkunft 'alter Schnee') | beginnt am Sonntag zwischen dem 18. und 24. Februar                 |
| einmánaðr                      | wörtl. „ein Monat“ | beginnt am Dienstag zwischen dem 20. und 26. März                   |

### Sommermonate
| Monatsname                     | Übersetzung | Zeitraum / Sonstiges                                                                             |
| ------------------------------ | --- | ------------------------------------------------------------------------------------------------ |
| gaukmánaðr, sáðtið, harpa      | Gauch- oder Kuckucksmonat, Saatzeit, | beginnt am Sumardagurinn fyrsti, dem Donnerstag nach dem 19. April und ist der erste Sommermonat |
| eggtið, stekktið, Skerpla      | Eierzeit, Zeit in der die Lämmer von den Mutterschafen getrennt werden, Der Name Skerpla weist in Verwandtschaft zum Adjektiv skarpur und dem Verb skerpa auf geringen Bewuchs hin. Das Wort existiert auch als Name von Gehöften und deutet hier wahrscheinlich auf karge Wirtschaftsflächen hin. | beginnt am Samstag zwischen dem 19. und 25. Mai                                                  |
| sólmánaðr, selmánaðr           | Sonnenmonat, Sennmonat | beginnt am Montag zwischen dem 18. und 24. Juni                                                  |
| miðsumar, heyannir             | Mittsommer, Heumonat | beginnt am Sonntag zwischen dem 23. und 29. Juli                                                 |
| heyannir, tvímánaðr            | Heumonat, Zwiemonat | beginnt am Dienstag zwischen dem 22. und 28. August                                              |
| kornskurðarmánaðr, haustmánaðr | Kornmahdmonat, Herbst-/Erntemonat | beginnt am Donnerstag zwischen dem 21. und 27. September                                         |